# Luis Marín Sabater
Luis Marín Sabater (Ordizia, 1906. szeptember 4. – Gipuzkoa, 1974. december 21.) spanyol labdarúgócsatár.

## Pályafutása
1928 és 1930 között illetve 1934 és 1936 között az Atlético Madrid, 1939 és 1941 között a Real Madrid, 1941 és 1945 között a Granada labdarúgója volt. A spanyol válogatott tagjaként részt vett az 1934-es olaszországi világbajnokságon.